# Maciste contro i mostri
Maciste contro i mostri è un film peplum del 1962 diretto da Guido Malatesta.

## Trama
In una non meglio definibile era protostorica in cui gli esseri umani convivono con colossali rettili di ogni tipo, una tribù nomade guidata da un uomo di nome Aidar arriva in una zona molto fertile nota come la Valle del Sole. Quando si scopre che in questa valle abita un mastodontico rettile molto feroce che minaccia la popolazione, Maciste accorre in aiuto di Aidar ed elimina il pericoloso essere. Poco dopo la partenza dell'eroe il popolo di Aidar è assalito dai Druti, abitanti delle caverne che compiono una strage e rapiscono le donne per sacrificarle alle loro divinità; inoltre rubano il fuoco alla popolazione. Maciste viene informato da Aidar dei fatti e decide di prendere le difese del popolo e capeggiando un esercito riesce, dopo aver ucciso un rettile che sembrerebbe avere 3 teste, ad invadere le grotte e salvare le donne, sconfiggendo definitivamente i Druti. Dopo la vittoria il popolo di Aidar può finalmente vivere in pace, mentre Maciste riparte verso nuove terre e nuove avventure portando con sé Moah, una fanciulla del popolo dei Druti che si è innamorata di lui.